# Giro delle Alpi Apuane 1953
Il Giro delle Alpi Apuane 1953, decima edizione della corsa, si svolse il 17 settembre 1953 su un percorso di 207 km, con partenza e arrivo a Marina di Massa, in Italia. La vittoria fu appannaggio dell'italiano Vasco Ciapini, che completò il percorso in 6h27'00", alla media di 32,093 km/h, precedendo i connazionali Pasquale Benedettini e Silvano Lunardi. 
Sul traguardo di Marina di Massa 9 ciclisti portarono a termine la competizione. 

## Ordine d'arrivo (Top 9)
| Pos. | Corridore            | Squadra           | Tempo    |
| ---- | -------------------- | ----------------- | -------- |
| 1    | Vasco Ciapini        | U.S. Porta Romana | 6h27'00" |
| 2    | Pasquale Benedettini | -                 | s.t.     |
| 3    | Silvano Lunardi      | -                 | a 3'00"  |
| 4    | Sergio Vitali        | Bottecchia        | a 5'00"  |
| 5    | Giorgio Cargioli     | -                 | s.t.     |
| 6    | Ilvo Pugi            | Pibigas Ghezzano  | a 9'00"  |
| 7    | Luciano Frosini      | Arbos             | s.t.     |
| 8    | Vinicio Marsili      | -                 | a 10'00" |
| 9    | Gino Guastini        | -                 | s.t.     |